# Marcelo Galvão
Marcelo Silva Galvão (Río de Janeiro, 11 de diciembre de 1973) es un cineasta, guionista, productor y director cinematográfico brasileño.

## Biografía
Estudió Publicidad y Propaganda por la FAAP en São Paulo y comenzó su carrera como redactor publicitario incluso durante sus estudios en la facultad. Pasó por el departamento de creación de diversas grandes agencias (como J. W. Thompson, AlmapBBDO y BBDO/NY), conquistando muchos premios como creativo.
En 1999, se trasladó a New York donde estudió cine en New York Film Academy y se hizo director y guionista de cine. Al volver a Brasil, trabajó como director en diversas productoras reconocidas en el mercado como Espiral, TELE Cero, Movie Art, Republica, Ioiô y Lo2 (una de las mayores productoras de América Latina).
En 2001, Marcelo Galvão creó la Gatacine, productora acogida en São Paulo especializada en cine, contenido para televisión y publicidad. Desde entonces, ya hizo seis largometrajes (entre otras producciones): 
- A Despedida (2014)
- Colegas (2011)
- La Riña - Rinha, o Filme (2009)
- Bellini e o Demônio (2008)
- Lado B: Como Fazer um Longa Sem Grana no Brasil (2007)
- Quarta B (2005)

Dentro del cine, Marcelo Galvão atesora más de 50 premios en importantes festivales nacionales e internacionales. 
En el área de publicidad, dirigió anuncios comerciales para grandes anunciantes como Unilever, Nike, Procter & Gamble, Fiat, Panasonic, Johnson & Johnson, entre muchas otras marcas líderes de mercado, venciendo incontables premios en festivales de cine y publicidad por su abordaje creativo. 
Además de eso, produjo diversos contenidos virales para internet, varios de ellos con más de 1 millón de visualizaciones, incluyendo la famosa campaña del VEMSEANPENN, en la cual escribió, dirigió, produjo y montó un vídeo sobre el sueño de Ariel, un actor de cine con síndrome de Down que deseaba conocer el astro Sean Penn. El vídeo tuvo más de 1 millón de visitas durante tres días después de su lanzamiento en el Youtube y fue el sexto vídeo más compartido del mundo en la ocasión.  

## Premios
Mejor Película; Mejor Director; Mejor Guionista; y Mejor Editor
- A Despedida (longa-metragem): Melhor Diretor (Festival de Gramado), Melhor Diretor (Festival Internacional de Cine de Las Tres Fronteras - Argentina)
- Colegas (longa-metragem): Festival de Cinema de Gramado (Melhor Longa-Metragem Brasileiro); Mostra Internacional de Cinema de São Paulo (Prêmio de Público, Melhor Filme Brasileiro; Troféu Juventude, Melhor Filme Brasileiro); International Disability Film Festival Breaking Down Barriers (Melhor Filme - Rússia); Festival de Cinema Latino Americano di Triste (Melhor Filme - Prêmio do Público - Itália); FESTin - Festival de Cinema Itinerante da Língua Portuguesa (Melhor Filme - Prêmio do Público; Menção Honrosa do Júri - Portugal); Brazilian Film Festival of New York (Melhor Filme - Prêmio de Público - EUA); Diva Film Festival (Melhor Direção); Los Angeles Brazilian Film Festival (Melhor Diretor - EUA); Brazilian Film & TV Festival of Toronto (Melhor Diretor - Canadá); Festival de Anápolis (Melhor Direção, Melhor Roteiro e Melhor Edição); Prêmio Jovem Brasileiro (Prêmio Jovem Brasileiro na categoria Entretenimento/Cinema - Brasil); Festival de Cinema de Paulínia (Melhor Roteiro - Brasil)
- Ouija (curta-metragem): Melhor Direção, Melhor Roteiro, Melhor Edição e Menção Honrosa na Mostra Sesi de Cinema (Brasil)
- Rinha (longa-metragem): Bronze Palm Award no Mexico International Film Festival (México)
- Quarta B: Melhor Filme na Mostra Internacional de Cinema de São Paulo - júri popular (Brasil) e Melhor Filme no Hollyweed International Film Festival (Chile).

1. ↑  inziders.com. Diretor Marcelo Galvão Archivado el 11 de junio de 2012 en Wayback Machine. - Página visitada 28/8/12

- Datos: Q10325104